# Laxenecera bengalensis
Laxenecera bengalensis là một loài ruồi trong họ Asilidae. Laxenecera bengalensis được Wiedemann miêu tả năm 1821. Loài này phân bố ở miền Ấn Độ - Mã Lai.